# Pantaleón Astiazarán
Pantaleón Astiazarán (* 1. Mai 1948 in Montevideo, Uruguay) ist ein uruguayischer Fotograf.
Astiazarán, der für seine Werke die Signatur Panta Astiazarán verwendet, nahm 1970 seine Tätigkeit als unabhängiger Fotograf auf. Seine Fotografien wurden in Brasilien in Veja, O Estado de San Paulo und Zero Hora veröffentlicht. Auch im in Buenos Aires erscheinenden Panorama war er zu jener Zeit vertreten. Ein Medizinstudium schloss er 1976 erfolgreich ab, bildete sich später in Frankreich in Tauchmedizin fort und ließ sich im Folgejahr in Brasilien nieder, um bis 1991 seiner beruflichen Tätigkeit in diesem Bereich nachzugehen. Dabei war er unter anderem seit 1980 auch für das französische Unternehmen COMEX im Rahmen von Projekten in Brasilien, Afrika und Europa tätig. 1992 gab Astiazarán, der bereits 1980 ein Fotografie-Buch mit dem Titel Como agua entre as mâos veröffentlicht hatte, seinen Beruf als Mediziner auf und widmete sich fortan vollumfänglich der Fotografie. Er arbeitete in diesem Bereich für die Zeitungen Alternativa, Brecha und von 1985 bis 1997 für El País Cultural. Ab 1995 war er Fotoredakteur und redaktioneller Berater bei der Zeitschrift Tres. Fünf Jahre später nahm er bei der lateinamerikanischen Sparte der Agence France-Presse (AFP) eine Tätigkeit als Bildredakteur auf. 
Astiazarán nahm an zahlreichen Gemeinschaftsausstellungen teil. Von 1975 bis ca. 2002 stehen für Astiazarán, der seit 1997 auch im Museo Virtual de Artes El País (MUVA) vertreten ist, zudem rund 20 Einzelausstellungen zu Buche.

## Veröffentlichungen
- 1980: Como agua entre as mâos

## Ausstellungen (Auszug)

### Gemeinschaftsausstellungen
- XXIV. Salón Nacional de Artes Plásticas
- XXIII. Salón Municipal de Artes Plásticas
- XXXIV. Salón Municipal de Artes Plásticas

### Einzelausstellungen
- 1977: 18 pintores uruguayos
- 1977: El gaucho y su medio
- 1979: Paris des gens, Paris des rues in Rio de Janeiro
- 1991: L'Amerique latine, entre Dieu e la diable in Marseille
- 1992: Retratos 1971-1992
- 1993: Fiesta en el desierto
- 1994: Latinoamérica y Dios in Curitiba, Brasilien
- 1995: Sic transit